# پیتر هویت
پیتر هویت (متولد ۹ اکتبر ۱۹۶۲) یک کارگردان بریتانیایی است.

## فیلم‌ها
- عمدتاً روح مانند: آیا دسست دخترم را ملاقات کرده‌ای (۲۰۱۴)
- تنها در خانه: سرقت در تعطیلات (2012) (TV)
- دزدی دوشیزه جوان (۲۰۰۹)
- زوم (۲۰۰۶)
- گارفیلد (فیلم) (۲۰۰۴)
- (Thunderpants (2002
- شاهزاده دزدان (2001) (TV)
- چه اتفاقی برای هارولد اسمیت افتاد (۱۹۹۹)
- وام‌گیرندگان (فیلم) (۱۹۹۷)
- تام و هاک (۱۹۹۵)
- نخل وحشی (۱۹۹۳) سریال کوتاه تلویزیونی (ساعته ۱ & ۲)
- سفر وحشیانه بیل و تد (۱۹۹۱)
- نمایش آبنبات (۱۹۸۹) فیلم کوتاه